# Viktor Tchepijny
Viktor Ivanovitch Tchepijny (en russe : Ви́ктор Ива́нович Чепи́жный) est un compositeur russe de problèmes d'échecs, né le 18 février 1934. Il est Grand maître international pour la composition échiquéenne depuis 1989.